# エルヴィン・シュルホフ
エルヴィン・シュルホフ（シュールホフとも、英語: Erwin Schulhoff、チェコ語: Ervín Schulhoff、1894年6月8日 - 1942年8月18日）は、チェコの作曲家、ピアニスト、指揮者、ホロコースト犠牲者。ピアニストのユリウス・シュルホフ（1825年-1898年）は彼の大叔父に当たる。
第一次世界大戦後のダダイスム運動の音楽家として重要な人物とされており、ジャズや実験音楽の要素を取り入れた曲など、あらゆるジャンルの作品を残し、生涯に作曲した作品は200作にのぼる。しかしナチス・ドイツによってシュルホフの曲は「退廃音楽」という烙印を押され、演奏活動の禁止や作品の出版も認められなくなるなど迫害を受け、1942年に強制収容所で命を落とした。
シュルホフの死後、彼の作品は半世紀にわたって日の目をみることはなかったが、テレージエンシュタットなどで迫害された他のチェコの作曲家（クライン、ウルマン、ハースなど）と同様に、再評価が進みつつある。

## 生涯

### 少年期
1894年、ドイツ系ユダヤ人の子としてプラハに生まれた。家庭は裕福であり、エルヴィンの母ルイーズは、ヨーロッパ中の有名な教師に連絡を取って幼いエルヴィンの指導のために雇い、エルヴィンを連れてあらゆるところに出かけた。また幼い頃から母に連れられて沢山の演奏会に足を運び、マスカーニやクーベリックなどのサインを集めていた。
ルイーズは特にドヴォルザークに息子を指導してもらうことにこだわったが、結局ドヴォルザークはルイーズの意に沿わず、直接指導することはなかった。しかしドヴォルザークは後にエルヴィンの才能を認めて、7歳のエルヴィンにピアノ・レッスンをつけられるよう推薦し、10歳の頃には音楽院へ推薦した。エルヴィン自身も後年の日記で「ドヴォルザークに生徒としては受け入れてもらえなかったが、彼にその後の方向を定められた」と綴っている。
ドヴォルザークの推薦を受けて、エルヴィンは1901年から Jindrich Kaan に師事してピアノのプライベート・レッスンを受け、1904年にはプラハ音楽院へ進学。1906年以降はウィーンに移ってレッスンを受けた。その練習は非常に厳しく、その甲斐あってシュルホフは非常に優れた演奏技術を身につけた。のちにシュルホフは両親に連れられてライプツィヒに移り、14歳の時にライプツィヒ音楽院への入学を許可された。そこでマックス・レーガーに師事し、作曲にも関心をもつようになった。レーガーはブラームスやJ.S.バッハ、ベートーヴェンなどを課題としてレッスンを行い、シュルホフも好んでレーガーのレッスンを受けた。
ライプツィヒ音楽院を卒業後、シュルホフはコローニュ音楽院に留学してラザーロ・ウジェリにピアノを、フリッツ・シュタインバッハに作曲と指揮を師事した。シュタインバッハは、シュルホフに器楽曲を作曲することも認め、レーガーの倍音構造を用いた「ヴァイオリンとピアノのための組曲 WV 18」（1912年）などの作品を残している。また指揮では、リヒャルト・シュトラウス「ティル・オイレンシュピーゲルの愉快ないたずら」の指揮でヴュルナー賞を受賞した。
また1913年の夏には、作風に強い影響を受けたドビュッシーに個人レッスンを申し込み、フランスに出向いて作曲などを師事したが、平行5度など伝統的な和声進行で禁じられているメロディは使わないようにさせるなど、シュルホフの期待と異なる指導であったため、落胆してドビュッシーの指導を受けるのをやめた。

### 反戦主義からダダイスムへ
第一次世界大戦でシュルホフはオーストリア軍に徴兵されて従軍したが、その経験から自身の信条として反戦主義的な考えを持つようになった。この徴兵経験は、シュルホフの政治的立場だけでなく文化的、芸術的な物の見方にも大きく影響を及ぼし、戦後はナショナリズムへの反発や軍隊への反対意識がより深く、過激なものとなった。シュルホフは第一次世界大戦後に、フランスの左派の活動家であるアンリ・バルビュスが率いる平和主義運動「クラルテ」を支持し、画家であるジョージ・グロスやオットー・ディクス、ハンス・アルプらが活動している急進的なダダイスム運動のメンバーに加わった。また同時期にアルバン・ベルクと文通を始め、ドレスデンやプラハでの演奏会でベルクの曲を取り上げた。1919年からは、シェーンベルクらが開催していた私的演奏協会に参加し、自らの楽曲などを演奏した。
1921年に Alice Libochowitz と結婚。1922年にはベルリンに移住したが、その翌年の1923年にはプラハに戻り、ピアニストや作曲家として精力的に活動した。1920年代なかばごろには、シュルホフは「ダダの」作曲家として世に知られるようになり、前衛的な作曲家として、あるいはその曲の演奏者などとして、当時の前衛音楽の最前線に立っていた。各国のあらゆる現代音楽の音楽祭でシュルホフの音楽が聞かれ、エーリヒ・クライバーやエルネスト・アンセルメ、ピエール・モントゥー、ジョージ・セル、ヴァーツラフ・ターリヒなどがシュルホフの作品を指揮した。楽譜もマインツやロンドン、ウィーンなど各地の出版社から次々と出版され、1920年代の半ば頃には、ウィーンで最も多くの楽譜を出版した作曲家の一人となっていた。シュルホフ自身も、1913年にメンデルスゾーン賞を受賞するなどピアノの腕は高く評価されており、プラハを始めドイツの多くの都市や、フランス、オランダなど、ヨーロッパの広い範囲で演奏を披露した。ラジオ放送でも演奏を披露し、チェコのラジオ局をはじめBBCやWDRで、チェコの作曲家の作品や自作曲を放送した。またシュルホフがピアニストとして自作曲を演奏したライブの一部については録音されており、ピアノ協奏曲を含む自作自演の録音が残されている（一部の音源については、デッカの「退廃音楽シリーズ」からCD化されている）。特にジャズを取り入れた「ジャズ様式の5つの練習曲」（1926年）、「ジャズ様式のエスキス」（1927年）、「ホット・ミュージック」（1928年）などは軒並み出版され、ヨーロッパ各地で行われた演奏会では、例外なく成功を収めたとされる。またプラハで興った前衛芸術活動である解放劇場とも何度か演奏を行った。
シュルホフは作曲家、演奏家としてだけでなく、文筆家や講演家としても人気を博した。1924年から1926年にかけては、プラハの新聞である「Prager Abendblatt」誌の音楽記事を扱う記者としても活動。特にシェーンベルクについては数多くの記事を残している。
なおこの時期にシュルホフはプラハのドイツ音楽アカデミーの教員に何度か申し込んだが、結局そのポストは得られなかった。

### 迫害と死

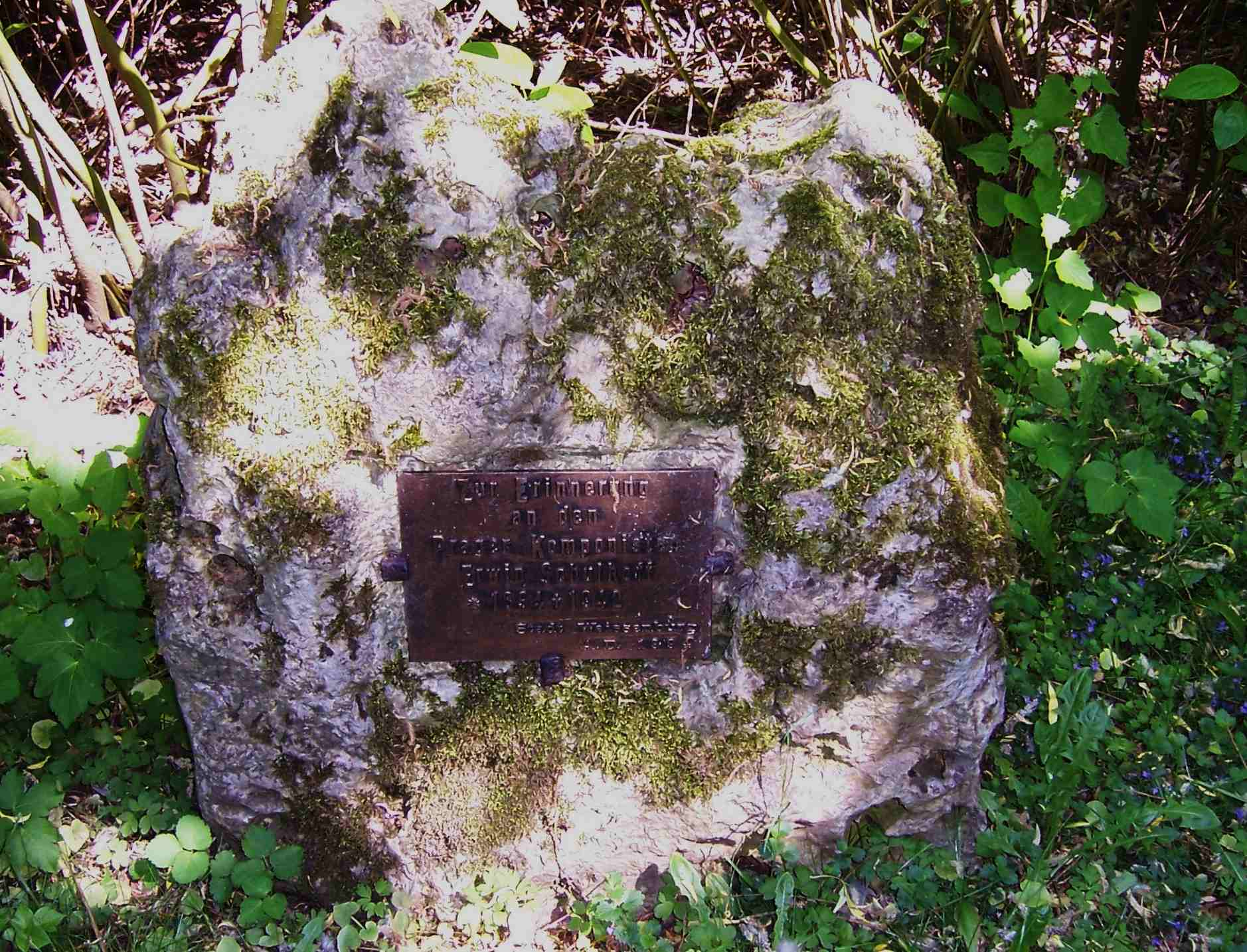
シュルホフの墓（ドイツ・バイエルン州・ヴァイセンブルク＝グンツェンハウゼン郡）

1920年代には精力的に活動していたシュルホフであったが、1930年代に入ると、多くの楽譜出版社がシュルホフの作品に関心を見せなくなり始めるなど、シュルホフの活動を取り巻く状況に変化が現れ始めた。これにはシュルホフが大編成の曲を作曲するようになり、出版しやすい小品が減ったという理由もあったが、それ以上に政情の変化によるところが大きかった。シュルホフはユダヤ人であることのみならず、その政治的な信念と過激な主張によって、ナチス・ドイツから「退廃音楽」の烙印を押され、迫害を受けるようになった。1932年に完成した歌劇「炎」は、エーリヒ・クライバー指揮のもと初演する計画があったが、ナチスの圧力によりその計画は潰された。1933年以降は、シュルホフは自ら国際的な音楽シーンから姿を消した。
作品内容も共産主義への傾斜が顕著となっていき、チェコスロバキア政府からも危険視された。プラハに避難してラジオ局での仕事やピアニストの職を得たが、日々の生活をまかなうのがやっとの状態だった。シュルホフの家族の生活状況も悪くなっていき、1938年には母が亡くなった。またシュルホフの妻も病に伏せたが、同じ頃彼は自らの教え子に熱を上げており、最終的に妻とは離婚することになった。母の死後すぐに、シュルホフは再婚した。
シュルホフが交響曲第5番を完成させた1939年頃になると、ナチス・ドイツに侵攻された母国チェコでもあらゆる職を奪われ、やむを得ず偽名で演奏活動を行うようになった。そんな折シュルホフは、以前からその社会主義リアリズムの考え方に共感していたソビエト連邦に対して、市民権の付与を要請した。シュルホフの妻と息子についても同様に市民権の付与を要請しており、1941年4月にソビエト連邦はシュルホフ一家の市民権付与を承認した。しかしソビエト連邦に移住する直前の同年6月23日に、プラハを占拠したナチス・ドイツに逮捕された。シュルホフは間もなく、当時強制収容所として使用されていたヴュルツブルク城（バイエルン州・ヴァイセンブルク）に収容され、翌年の1942年に結核のため死去した。
死後、長い間シュルホフの作品は顧みられることがなかったが、1992年頃からギドン・クレーメルが演奏会でシュルホフの作品を取り上げたことがひとつのきっかけとなり、未出版であった作品の出版やこれまで出版された作品のリイシューが進むなど、徐々に再評価が進んでいる。

## 作風
シュルホフは新しいアイデアを次々と受け入れようとし、また幸運にも、広い範囲のさまざまな事物から影響を受けることとなった。そのため、シュルホフの作風にはあらゆる様式やさまざまな作品などからの影響が見られ、非常に多彩な作品が残されている。
シュルホフの音楽的な特徴は、大きく分けて第一次世界大戦前と大戦後に分けられ、大戦前には師事を受けた教師や自らのレパートリーとした作曲家から大きな影響を受けたのに対し、大戦後には前衛芸術などの芸術運動や先進的な演奏会から計り知れない影響を受けている。

### 演奏会や教師からの影響
幼少期には母親に数多くの演奏会に連れていってもらっており、そこで多くの音楽家から影響を受けている。特にグリーグの曲には強い影響を受け、「弦楽オーケストラのための3つの小品 WV 5」などグリーグを讃えた曲も作曲している。また「牧神の午後への前奏曲」や「ペレアスとメリザンド」（1908年の初演時に観劇している）などといったドビュッシーの音楽からも非常に大きなインパクトを受けており、後年「ピアノのための4つの絵画 WV 22」「ピアノのための小品 WV 23」（ともに1913年）などドビュッシーに影響を受けたピアノ曲を作曲している。また前述のとおり、師事したレーガーからも強い影響を受けており、レーガーに師事していた頃にも、レーガーに影響を受けた「ヴァリエーションとフーガ WV 5」などの作品を残している。

### ジャズとの出会い
第一次世界大戦後には、シュルホフはジャズのリズムにインスピレーションを見出し、ジャズの影響を受けた作品を数多く残している。シュルホフはヨーロッパの作曲家で最初にジャズを取り入れた作曲家の一人であり、特にピアノ曲でジャズに影響を受けた曲が多く見られる。シュルホフは第一次世界大戦後に参加したダダイスム運動のメンバーの一人、ジョージ・グロスのスタジオで、彼が所有していたジャズレコードの膨大なコレクションに触れ、ジャズに親しんだものと考えられている。ジャズに影響を受けて作曲した最初の作品は、ピアノ独奏曲である「5つのピトレスク（音画）作品31 WV 51」（1919年）であり、シュルホフはこの曲をグロスに献呈している。
シュルホフはジャズをダンス・ミュージックとして扱ったが、その一方で、古い様式の音楽を攻撃するため、既存の音楽作品を否定するダダの活動にふさわしい題材としてもジャズを扱っており、グロスらのビジュアルアートと平行してこのようなジャズを取り入れた作曲活動を行なっている。またヨーロッパでの演奏旅行などを通して、ピアニストとしてのレパートリーを増やす中で、ピアノ曲の技巧的な限界を追求するショパンやリスト、スクリャービンなどに触れ、そこからピアノ曲の様式などについて影響を受けている。

### ダダから前衛へ
ダダイスムから感化された実験的な手法を用いた作品も知られており、耳障りな不協和音をリズムに挿入するなど、現代のポピュラー音楽にも通じる手法を用いた曲もある。全曲が長さの異なる休符とアゴーギクのみからなる「5つの演奏会小品 作品3」の第3曲「In futurum」は、典型的なダダ的風刺がこめられた作品であるとされている。そのほか女声と効果音からなる「シアター・ピース WV 197」、女性の喘ぎ声と水音を組み合わせた「ソナタ・エロティカ WV 197」など、第二次世界大戦後の前衛音楽を先取りしたような作品もある。
シュルホフは旧習を否定するために前衛的な試みを支持していたが、実験のための実験には反対する立場をとっていた。前衛的な作曲技法である十二音技法を推し進めたシェーンベルクについての文章も残しているが、シュルホフはシェーンベルクの音楽的哲学には共感できず、「リズムを欠いた騒々しいだけの音楽である」と評しており、自ら十二音技法を作曲に用いることもなかった。これはシュルホフが、芸術音楽と大衆音楽の溝を埋めたいと思っており、「音楽は決して哲学ではない！（中略）ブルジョワだけが音楽は哲学であると信じている」として、哲学的な音楽の捉え方を否定していたためであった。ただしシェーンベルクの楽曲に見られる、緻密なフレーズとダイナミックな表現に織り交ぜられる主題的な旋律については、シュルホフも高く評価している。またシュルホフは音楽におけるリズムの重要性を強調しており、リズムを通した肉体的な至福感や、そこから得られる恍惚感を重視していた。

## 作品

### 舞台作品
| 作品タイトル                       | 作曲年    | 備考                                                                   |
| ---------------------------------- | --------- | ---------------------------------------------------------------------- |
| バレエ「オゲララ」作品53 WV 64     | 1922-1924 |                                                                        |
| 夢遊病の者：グロテスクな踊り WV 78 | 1925      | パーカッションのみで演奏する「Step (without music)」という楽章がある。 |
| 歌劇「炎」作品68 WV 93             | 1928/1932 |                                                                        |
| オラトリオ「HMS Royal Oak」        | 1930      | イギリスの戦艦であるロイヤル・オークへの風刺がこめられている。         |

### 交響曲
| 作品タイトル              | 作曲年    | 備考 |
| ------------------------- | --------- | --- |
| 交響曲第1番 作品5 WV 76   | 1925      | ターリヒに献呈。初演は1928年にクライバーによって行われた。                                                                       |
| 交響曲第2番 作品81 WV 101 | 1927      | イラークに献呈され、初演もイラークによって1935年に行われた。                                                                     |
| 交響曲第3番 作品85 WV 118 | 1937      | 死後の1950年に初演された。 |
| 交響曲第4番 作品88 WV 123 | 1936-1937 | |
| 交響曲第5番 作品89 WV 125 | 1938-1939 | |
| 交響曲第6番 作品94 WV 138 | 1940-1941 | 「自由の交響曲」(合唱つき) |
| 交響曲第7番 WV 139        | 1941-1942 | 未完 |
| 交響曲第8番 作品99 WV 141 | 1941-1942 | 未完。編成は管弦楽と混声合唱が予定されていた。ナクソスレーベルの KZ MUSIK シリーズで、ピアノと男声合唱版として音源化されている。 |

### 協奏曲
| 作品タイトル                                                 | 作曲年    | 編成     | 備考                                                                                    |
| ------------------------------------------------------------ | --------- | -------- | --------------------------------------------------------------------------------------- |
| ピアノ協奏曲第1番 作品11 WV 28                               | 1913-1914 | pf, Orch |                                                                                         |
| ピアノ協奏曲第2番 作品43 WV 66「ジャズ風に（アラ・ジャズ）」 | 1923      | pf, Orch | 同じくジャズを取り入れたジョージ・ガーシュウィンのピアノ協奏曲よりも2年早く作曲された。 |
| フルート、ピアノと管弦楽のための二重協奏曲 作品63 WV 89      | 1927      | pf, Orch |                                                                                         |
| 弦楽四重奏と管楽器のための協奏曲 WV 97                       | 1930      | sq, wind | ラジオでの演奏のために作曲。                                                            |

### 室内楽曲・器楽曲
| 作品タイトル                                                         | 作曲年    | 編成          | 備考 |
| -------------------------------------------------------------------- | --------- | ------------- | ---- |
| 室内管弦楽のための組曲 作品37 WV 58                                  | 1921      | Chamber Orch. |      |
| 弦楽六重奏曲 作品45 WV 70                                            | 1920-1924 | 2vn, 2va, 2vc |      |
| 弦楽四重奏のためのディヴェルティメント 作品14 WV 32                  | 1914      | sq            |      |
| 弦楽四重奏のための5つの小品 WV 68                                    | 1923      | sq            |      |
| 弦楽四重奏曲第1番 作品8 WV 72                                        | 1924      | sq            |      |
| 弦楽四重奏曲第2番 WV 77                                              | 1925      | sq            |      |
| フルート、ヴィオラ、コントラバスのための小協奏曲 WV 75               | 1925      | fl va cb      |      |
| オーボエ、クラリネットとファゴットのためのディヴェルティメント WV 87 | 1925      | ob, cl, fg    |      |
| ヴァイオリンとピアノのための組曲 作品1 WV 18                         | 1912      | vn, pf        |      |
| ヴァイオリン・ソナタ第1番 作品7 WV 24                                | 1913      | vn, pf        |      |
| ヴァイオリン・ソナタ第2番 WV 91                                      | 1927      | vn, pf        |      |
| チェロ・ソナタ 作品17 WV 35                                          | 1914      | vc, pf        |      |
| ホット・ソナタ アルト・サクソフォーンとピアノのための 作品70 WV 95   | 1930      | altosax, pf   |      |
| 低声のうぐいす コントラファゴットのための 作品38 WV 59               | 1922      | cfg           |      |

### ピアノ曲
| 作品タイトル                         | 作曲年 | 備考 |
| ------------------------------------ | ------ | ---- |
| 5つのピトレスク（音画）作品31 WV 51  | 1919   |      |
| ピアノ・ソナタ第1番 WV 69            | 1924   |      |
| ピアノ・ソナタ第2番 WV 82            | 1928   |      |
| ピアノ・ソナタ第3番 WV 88            | 1927   |      |
| ジャズ様式の5つの練習曲 作品58 WV 81 | 1926   |      |
| 6つのジャズ風のスケッチ              | 1927   |      |
| ジャズの舞踏組曲 作品74 WV 98        | 1931   |      |

### 歌曲
| 作品タイトル                  | 作曲年    | 備考                               |
| ----------------------------- | --------- | ---------------------------------- |
| 4つの歌 作品2 WV 19           | 1912      |                                    |
| 3つの歌 作品14 WV 12          | 1914      |                                    |
| 風景 作品26 WV 44             | 1918-1919 |                                    |
| 人間性 作品28 WV 28           | 1919      |                                    |
| ソナタ・エロティカ WV 197     | 1919      |                                    |
| 5つの歌                       | 1919      |                                    |
| 雲のポンプ 作品40 WV 61       | 1922      |                                    |
| 共産党宣言による交唱曲 作品82 | 1932-1933 | 『共産党宣言』に基づくカンタータ。 |